# Allocosa caboverdensis
Allocosa caboverdensis este o specie de păianjeni din genul Allocosa, familia Lycosidae, descrisă de Schmidt și Krause, 1995. Conform Catalogue of Life specia Allocosa caboverdensis nu are subspecii cunoscute.